# Louailles

Louailles este o comună în departamentul Sarthe, Franța. În 2009 avea o populație de 771 de locuitori.